# 2632 Guizhou
2632 Guizhou eller 1980 VJ1 är en asteroid i huvudbältet som upptäcktes den 6 november 1980 av Purple Mountain-observatoriet i Nanjing, Kina. Den är uppkallad efter den kinesiska provinsen Guizhou.
Asteroiden har en diameter på ungefär 32 kilometer och den tillhör asteroidgruppen Eos.